# Foguete ar-aumentado
O foguete ar-aumentado é essencialmente um estatorreator no qual o ar de entrada é comprimido e queimado por um foguete.